# Хосе Руперто Монагас
Хосе Руперто Монагас (ісп. José Ruperto Monagas; 1831 — 12 червня 1880) — президент Венесуели у 1869–1870 роках. Син Хосе Тадео Монагаса.